# Arco di Caracalla (Volubilis)

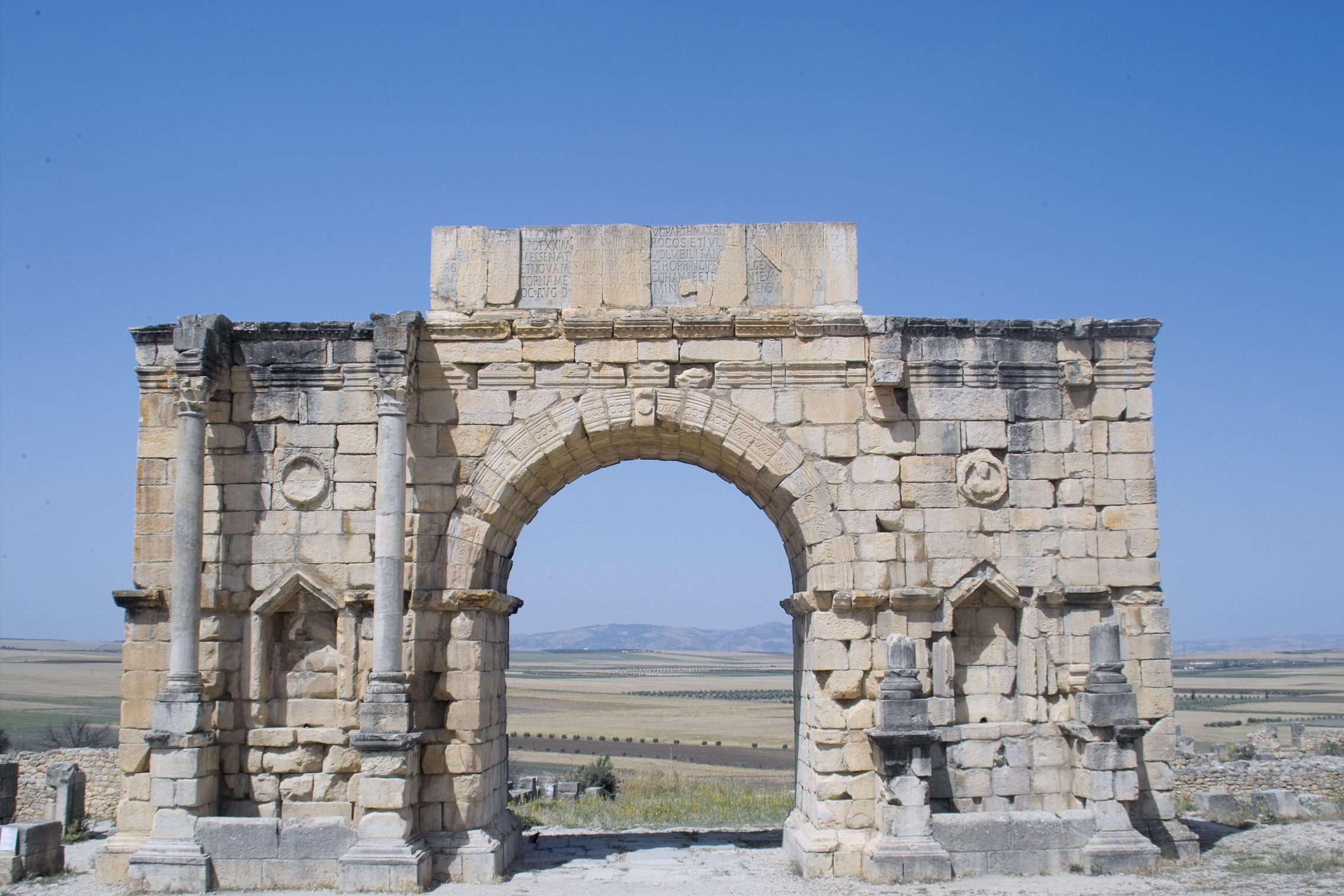
L'arco di Caracalla a Volubilis

L'arco di Caracalla  è un arco romano degli inizi del III, situato a Volubilis in Marocco.
L'arco, a un solo fornice, si trovava sul lato ovest del foro, al quale serviva di accesso. Non si trova tuttavia sul decumano massimo cittadino.

## Storia
L'arco, come ricorda l'iscrizione, fu eretto in onore di Caracalla e della madre Giulia Domna nel 216-217. Le rovine dell'arco erano state descritte o disegnate da numerosi viaggiatori del XVIII e XIX secolo: il viaggiatore inglese John Windus, che lo visitò in occasione di un'ambasceria, lo riprodusse nel 1721 prima del crollo della volta
I resti dell'arco furono rimessi in luce tra il 1915 e il 1917, in occasione dei primi scavi nel sito. Nel 1931 l'arco venne ricostruito, senza però tener conto delle raffigurazioni antiche del monumento e dei rilievi rinvenuti nei pressi. L'arco, insieme all'intero sito archeologico di Volubilis, è stato inserito dal 1997 nella lista dei Patrimoni dell'umanità dell'UNESCO

## Descrizione
L'arco, a un solo fornice, raggiunge un'altezza di 9,23 m fino all'architrave, una larghezza di 19,28 m e una profondità di 4,74 m. Il passaggio centrale è largo 5,33 m
Su entrambi i lati del fornice, ai piloni sono addossati quattro piedistalli che sorreggono colonne corinzie con le retrostanti lesene. Le coppie di colonne inquadrano delle nicchie che in origine servivano da fontane. Al di sopra di esse sono attualmente collocati, forse fuori posto, dei medaglioni con busti delle stagioni.
Probabilmente la cornice e il fregio aggiunti nella costruzione non sono quelli originali: il fregio è riportato nei disegni settecenteschi di considerevole altezza e doveva ospitare nella parte centrale l'iscrizione, oggi collocata sopra la trabeazione.
Su entrambi i lati dell'attico era un'iscrizione di dedica:

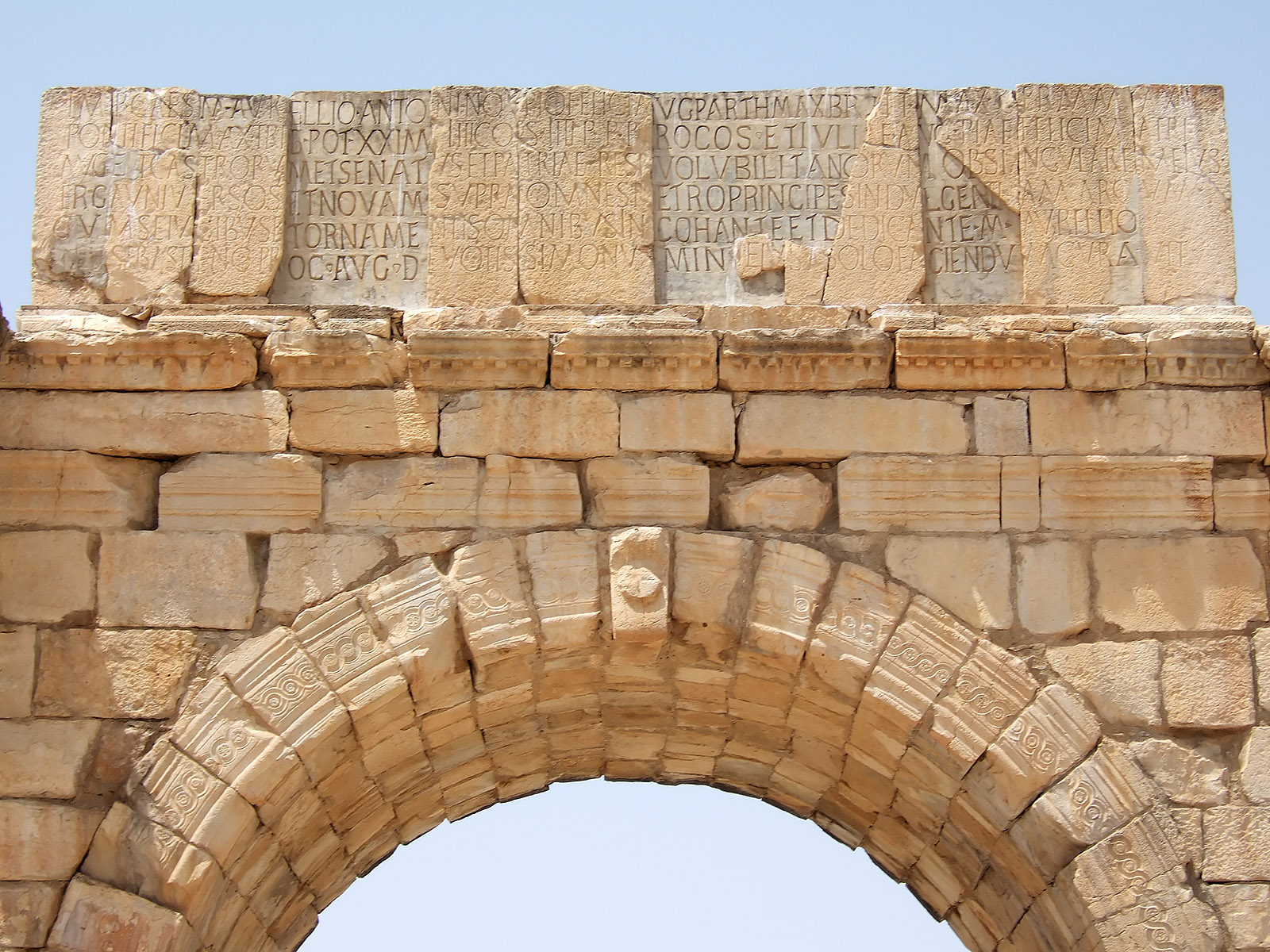
L'iscrizione ricomposta da frammenti nella ricostruzione dell'arco

IMP(ERATORI) CAES(ARI) M(ARCO) AURELLIO ANTONINO PIO FELICI AVG(GVSTO) PARTH(ICO) MAX(IMO) BRITT(ANNICO) MAX(IMO) GERM(ANICO) MAX(IMO) | PONTIFICI MAX(IMO) TRIB(VNICIA) POT(ESTATE) XX IMP(ERATORI) IIII CO(N)S(VLI) IIII P(ATRI) P(ATRIAE) PROCO(N)S(VLI) ET IVLIA AUG(VSTAE) PIAE FELICI MATRI | AVG(VSTI) ET CASTRORUM ET SENATUS ET PATRIAE RESP(VBLICA) VOLUBILITANORVM OB SINGVLAREM EIVS ERGA VNIVERSOS ET NOVAM SUPRA OMNES RETRO PRINCIPES INDVLGENTIAM ARCVM | CUM SEIVGIBVS ET ORNAMENTIS OMNIBVS INCOHANTE ET DEDICANTE M(ARCO) AVRELLIO | SEBASTENO PROC(VRATORE) AVG(VSTI) DEVOTISSIMO NVMINI EIVS A SOLO FACIENDVM CVRAVIT
Tra i rilievi, probabilmente appartenenti all'arco, si conservano: 
- scudi esagonali, che in origine dovevano trovarsi sopra le nicchie
- due Vittorie alate che tengono in una mano una corona e nell'altra un ramo di palma
- rilievi decorativi con insegne o candelabri vegetali, pertinenti a fusti decorati di piccoli pilastri
- pannelli con panoplie di armi
- decorazioni geometriche (losanghe e quadrati).

La scarsa qualità dei rilievi ha permesso di ipotizzare che fossero stati realizzati da un'officina locale.
Al di sopra dell'attico, che manca nella ricostruzione, dovevano trovarsi le statue di Caracalla e Giulia Domna, su carri a sei cavalli (come ricordato dall'iscrizione).